# Rapljevo
Rapljevo este o localitate din comuna Dobrepolje, Slovenia, cu o populație de 63 de locuitori.